# Lewiston Woodville
Lewiston Woodville è una città nella Contea di Bertie, in Carolina del Nord. Secondo il censimento del 2000 la popolazione era di 613 abitanti. Questa città è la sede della Perdue Farms Inc., la più grande azienda allevatrice di polli nella Carolina del nord.

## Geografia fisica
Secondo l'United States Census Bureau la città sorge su un'area di 5,20 km², dei quali, 5,10 km² di terraferma e lo 0,50% di acque interne.

## Società

### Evoluzione demografica
Secondo il censimento del 2000 in città vi erano 613 abitanti, 239 abitazioni e 152 famiglie. La densità di popolazione era di 120.1 abitanti per km². Dal punto di vista razziale vi era il 32.46% di bianchi, il 66.72% di uomini di colore, lo 0.16% di Nativi Americani, lo 0.16% di asiatici, lo 0.16% di abitanti appartenenti ad altre razze e lo 0.33% di abitanti appartenenti a due o più razze.
In città la popolazione era eterogenea e vi era il 30% di abitanti con meno di 18 anni, l'8.3% di abitanti con un'età compresa fra i 18 e i 24 anni, il 24.5% di abitanti con un'età compresa fra i 25 e i 44 anni, il 23.5% di abitanti con un'età compresa fra i 45 e i 64 anni e il 13.7% di abitanti con 65 anni o più. L'età media era di 37 anni. Per ogni 100 donne vi erano 82.4 uomini. Per ogni 100 donne con 18 anni o più vi erano 77.3 uomini.
Il guadagno medio per una famiglia in città era di $26,389. Il guadagno medio per un uomo in città era di $26,354 mentre per una donna di $17,292.